# Крянин, Сергей Михайлович
Сергей Михайлович Кря́нин (род. 9 февраля 1971, Воткинск) — российский лыжник, бронзовый призёр чемпионата мира, участник 2 зимних Олимпиад.
Начал тренироваться под руководством Петра Иутина и Владимира Куклина, затем у заслуженного тренера СССР Александра Грушина.
Выступал за ФСО "Динамо". В сборной команде России с 1993 года. Мастер спорта международного класса.
Бронзовый призёр чемпионата мира 2001 года в гонке на 50 км (уступил Йохану Мюлеггу и Рене Зоммерфельдту). На зимних Олимпийских играх в Нагано (1998) занял пятое место в эстафете. Через 4 года на Играх в Солт-Лейк-Сити был восьмым на дистанции 30 км (масс-старт).
В настоящий момент работает главным тренером Ханты-Мансийского автономного округа по лыжным гонкам.